# Beroepskosten
Beroepskosten (Frans: frais professionels) zijn in de Belgische inkomstenbelastingen kosten die gedaan of gedragen zijn in een belastbaar tijdperk om inkomsten te verkrijgen en te behouden, en waarvan de echtheid en het bedrag verantwoord worden door bewijsstukken. De aftrekbaarheid van beroepskosen wordt geregeld in het bekende artikel 49 Wetboek Inkomstenbelastingen 1992, dat het basisartikel is voor beroepskosten.
Beroepskosten worden afgetrokken van de beroepsinkomsten, waardoor het uiteindelijk belastbaar inkomen en dus ook de uiteindelijke belastingdruk verlagen.

## Artikel 49 WIB.92
Artikel 49 Wetboek van de Inkomstenbelastingen 1992 bepaalt:
Als beroepskosten zijn aftrekbaar de kosten die de belastingplichtige in het belastbare tijdperk heeft gedaan of gedragen om de belastbare inkomsten te verkrijgen of te behouden en waarvan hij de echtheid en het bedrag verantwoordt door middel van bewijsstukken of, ingeval zulks niet mogelijk is, door alle andere door het gemeen recht toegelaten bewijsmiddelen, met uitzondering van de eed.
Als in het belastbare tijdperk gedaan of gedragen worden beschouwd, de kosten die in dat tijdperk werkelijk zijn betaald of gedragen of het karakter van zekere en vaststaande schulden of verliezen hebben verkregen en als zodanig zijn geboekt.
Artikel 49 WIB.92 is zowel van toepassing in de personenbelasting als in de vennootschapsbelasting.

## Voorwaarden
Opdat een kost die de belastingplichtige inbrengt effectief kan worden aanvaard als een beroepskost in de zin van artikel 49 WIB.92, moet er voldaan zijn aan de drie volgende voorwaarden:
1. de finaliteits- of intentionaliteitsvoorwaarde,
2. de temporele voorwaarde, en
3. de realiteitsvoorwaarde.

### Finaliteitsvoorwaarde
De kosten moeten gedaan of gedragen zijn om belastbare inkomsten te verkrijgen of te behouden. De belastingplichtige moet aantonen dat hij een economisch belang heeft bij het maken van de kosten. De fiscus mag daarbij niet beoordelen of het al dan niet opportuun was om de beroepskosten te maken, hoewel kosten die op onredelijke wijze de beroepsbehoeften overstijgen, mogen worden verworpen door de fiscus en bijgevolg niet aftrekbaar zullen zijn.

### Temporele voorwaarde
De kosten moeten gedaan of gedragen zijn in het belastbaar tijdperk. Het woord "gedaan" wijst erop dat de kosten werkelijk betaald moeten zijn geweest, terwijl "gedragen" een tenlasteneming inhoudt. Zo worden afschrijvingskosten niet "betaald", maar worden ze wel ten laste genomen van het resultaat, of 'gedragen'.
Artikel 49, lid 2 WIB.92 preciseert dat kosten die het karakter van zekere en vaststaande schulden of verliezen hebben verkregen en als zodanig zijn geboekt, ook worden beschouwd als beroepskosten. Dit onderscheidt beroepskosten van voorzieningen (zoals voorzien in artikel 48 WIB.92), waarbij voorzieningen verwijzen naar kosten die waarschijnlijk zijn.
De temporele voorwaarde houdt daarnaast in dat de belastingplichtige niet zomaar kan kiezen tussen het boekjaar van facturering of het boekjaar van betaling om de desbetreffende beroepskost in aftrek te brengen. Indien de kost onbetwistbaar betrekking heeft op een bepaald boekjaar, dan moet de factuur ook in datzelfde boekjaar worden geboekt én fiscaal worden afgetrokken. Vanaf aanslagjaar 2019 geldt dat indien een kost betrekking heeft op meerdere boekjaren, de kost via overlopende rekeningen geheel of gedeeltelijk moet worden overgedragen naar het volgend boekjaar of de volgende boekjaren. Dit brengt met zich mee dat een beroepskost kan worden afgetrokken op het moment dat hij werd betaald of gedragen, tenzij de kost eerder al een zeker en vaststaand karakter had gekregen.
Een kost die niet in het correcte jaar werd geboekt, kan niet meer worden afgetrokken. Hetzelfde geldt voor een kost die als verworpen uitgave werd beschouwd.

### Realiteitsvoorwaarde

#### Echtheid
De realiteitsvoorwaarde vereist dat de belastingplichtige de echtheid en het bedrag van de kost verantwoordt met bewijsstukken of alle andere door het gemeen recht toegelaten bewijsmiddelen, met uitzondering van de eed. Dit kan gaan om facturen, contracten, ontvangstbewijzen of elk ander wettelijk of reglementair opgelegd stuk. Indien er geen schriftelijk bewijs is, kan men een beroep doen op alle bewijsmiddelen van gemeen recht, met uitzondering van de eed, indien de bewijsstukken onvrijwillig ontbreken (door diefstal, vernieling ...) of indien het gaat om kosten waarvan het niet gebruikelijk is om bewijsstukken te verkrijgen.

#### Bedrag van de kost
Artikel 50 WIB.92 bepaalt dat de kosten waarvan het bedrag niet is verantwoord, in onderling overleg met de fiscus op een vast bedrag worden bepaald. Indien geen akkoord kan worden bereikt, belast de fiscus de kosten op een redelijk bedrag.
Bovendien kunnen in toepassing van artikel 342, § 1, vierde lid WIB.92 collectieve akkoorden worden gesloten. Deze akkoorden vinden echter geen toepassing in de vennootschapsbelasting.

## Verband met statutair doel
In een aantal arresten van 12 juni 2015 heeft het Hof van Cassatie beslist dat  de fiscus een kostenaftrek niet mag weigeren louter en alleen omdat deze kost niet inherent is aan de maatschappelijke activiteit van de vennootschap zoals die blijkt uit het statutair doel. Daarmee wijzigt het Hof zijn eerdere rechtspraak.
De zogeheten "causaliteitsvoorwaarde" bestaat dus niet in de vennootschapsbelasting, maar wel in de personenbelasting.

## Aftrekbaarheid onwettige gedragingen
Het onwettig karakter van gedragingen mag niet leiden tot de verwerping van de aftrekbaarheid van de kost. Een ijsverkoper die kinderen in dienst neemt en zich daardoor schuldig maakt aan illegale kinderarbeid, kan de aan die kinderen betaalde vergoeding toch aftrekken als beroepskost.
De uitoefenaar van een vrij beroep die, ondanks een deontologisch publiciteitsverbod, toch reclame voert voor zijn onderneming, kan de kosten verbonden aan deze publiciteit toch aftrekken als beroepskost.